# Classe Monarch
La classe Monarch est la deuxième classe de cuirassés de type Pré-Dreadnought construite pour la marine austro-hongroise (K.u.K. Kriegsmarine).

De par leur petite taille on peut aussi les considérer comme des cuirassés de défense côtière.

## Histoire
Les trois navires ont servi durant la Première Guerre mondiale, mais essentiellement en soutien et en bombardement côtier. Ils étaient au sein de la Ve Division. Retirés du service actif avant la fin du conflit le Budapest devint un casernement pour les sous-mariniers à Pula en 1918.

L'équipage du Monarch prit part à une mutinerie manquée en 1918.

Après la reddition de l'Empire austro-hongrois, le Monarch et le Budapest furent remis au titre des dommages de guerre à la Grande-Bretagne. Ils furent vendus à un chantier italien pour démantèlement en 1920.

## Les unités de la classe
| Nom          | Lancement      | Chantier naval                         | Fin de carrière                                           | Photo |
| ------------ | -------------- | -------------------------------------- | --------------------------------------------------------- | ----- |
| SMS Monarch  | 9 mai 1895     | Chantier naval Pula                    | remis à la Grande-Bretagne en 1919                        |       |
| SMS Budapest | 27 avril 1894  | Stabilimento Tecnico Triestino Trieste | remis à la Grande-Bretagne en 1919                        |       |
| SMS Wien     | 6 juillet 1895 | Stabilimento Tecnico Triestino Trieste | torpillé le 10 décembre 1917 par torpilleur «MAS» italien |       |